# Babica (Wadowice)
Babica ist eine Ortschaft mit einem Schulzenamt der Gemeinde Wadowice im Powiat Wadowicki der Woiwodschaft Kleinpolen in Polen.

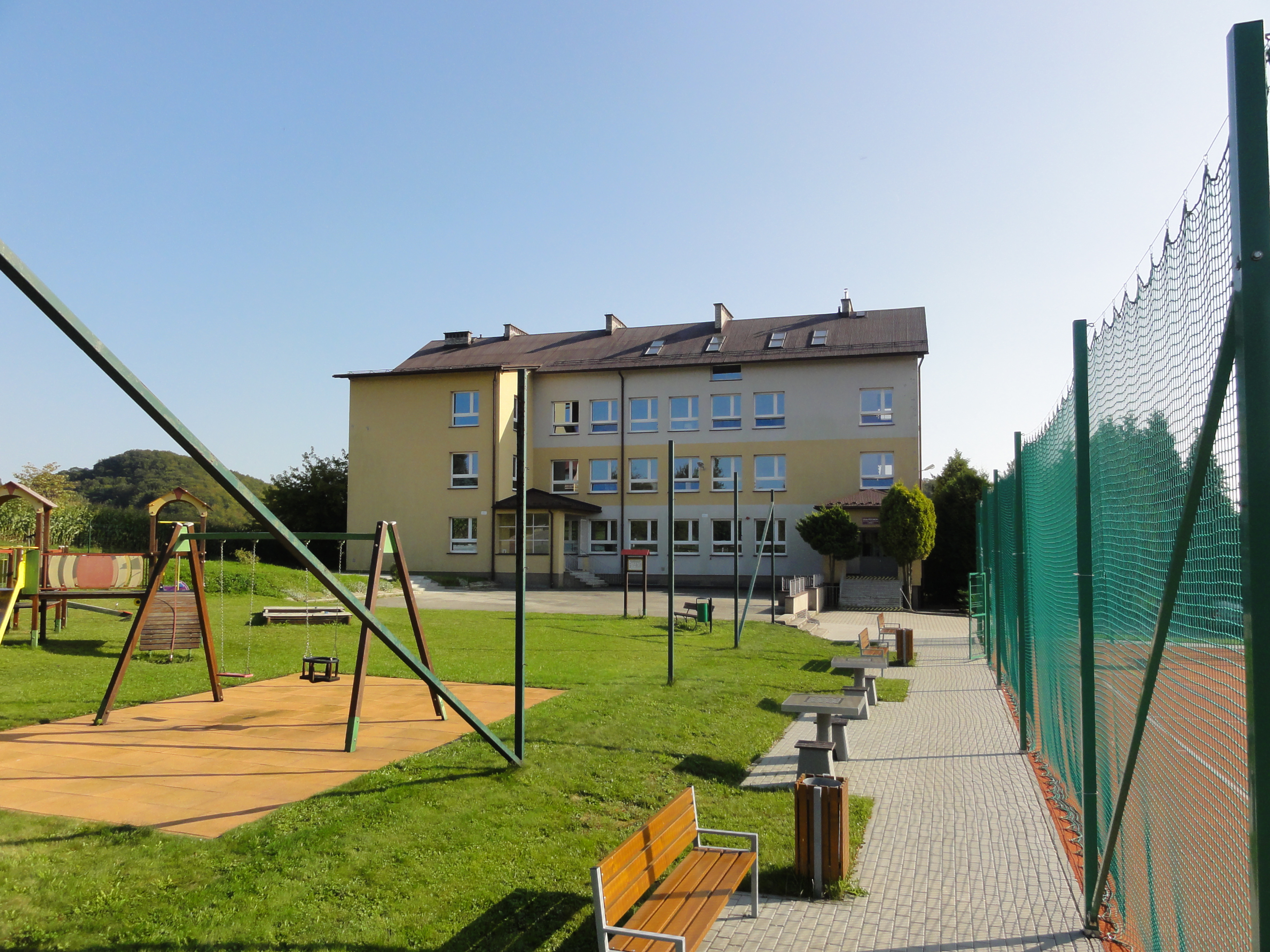
Grundschule in Babica

## Geographie
Der Ort liegt am Bach Babica im Pogórze Wielickie.
Nachbarorte sind Witanowice und Lgota im Norden, Wysoka im Osten, Klecza Dolna im Süden, sowie Roków im Westen.

## Geschichte
Der Ort wurde ursprünglich Babice genannt und im Jahre 1380 erstmals erwähnt.
Politisch gehörte das Dorf ursprünglich zum Herzogtum Auschwitz, dies bestand ab 1315 in der Zeit des polnischen Partikularismus. Seit 1327 bestand die Lehnsherrschaft des Königreichs Böhmen. Seit 1445 gehörte es zum Herzogtum Zator, dieses wurde im Jahr 1494 an den polnischen König verkauft. 1564 wurde es als Teil des neuen Kreises Schlesien der Woiwodschaft Krakau in das Königreich Polen, ab 1569 die polnisch-litauische Adelsrepublik, völlig inkorporiert.
Bei der Ersten Teilung Polens kam Babica 1772 zum neuen Königreich Galizien und Lodomerien des habsburgischen Kaiserreichs (ab 1804). Ab 1782 gehörte es dem Myslenicer Kreis (1819 mit dem Sitz in Wadowice). Nach der Aufhebung der Patrimonialherrschaften bildete es nach 1850 eine Gemeinde im Bezirk Wadowice.
1918, nach dem Ende des Ersten Weltkriegs und dem Zusammenbruch der k.u.k. Monarchie, kam Babica zu Polen. Unterbrochen wurde dies nur durch die Besetzung Polens durch die Wehrmacht im Zweiten Weltkrieg. Es gehörte dann zum Distrikt Krakau im Generalgouvernement.
Von 1975 bis 1998 gehörte Babica zur Woiwodschaft Bielsko-Biała.